# Salvador Pié-Ninot
Salvador Pié-Ninot (Barcellona, 22 giugno 1941) è un teologo spagnolo, sacerdote della Diocesi di Barcellona.

## Biografia
Ha compiuto gli studi teologici presso la Pontificia Università Gregoriana dove ha conseguito il dottorato nel 1971 difendendo la tesi La Palabra de Dios en los Libros Sapienciales.
È tra i più noti ecclesiologi in campo internazionale. È professore ordinario di Teologia fondamentale e di Ecclesiologia nella Facoltà di teologia della Catalogna a Barcellona e invitato nella Pontificia Università Gregoriana a Roma.
Ha partecipato come esperto alla preparazione del Sinodo sul laicato del 1987, al IV Simposio luterano-cattolico del 1988 e alla XII Assemblea Generale Ordinaria del Sinodo dei Vescovi dal 5 ottobre al 26 ottobre 2008, sul tema La Parola di Dio nella vita e nella missione della Chiesa.
Collabora a diverse riviste teologiche.

## Opere
- La Palabra de Dios en los libros sapienciales, 1972
- Per a llegir l'Evangeli de Lluc, 1973
- Per a llegir l'Evangeli de Mateu, 1973
- La Revelación, 1980
- Donar raó de l'esperança: esbós de teologia fondamental, 1983
- La literatura Sapiencial Bìblica: Una actualidad bibliográfica creciente, 1986/1987
- Teologìa del laicado, 1988
- Tratado de Teologìa Fundamental, 1989
- Chiesa. Ecclesiologia fondamentale in Dizionario di Teologia Fondamentale diretto da Rino Fisichella - René Latourelle, Cittadella Editrice, 1990, pp. 148–151
- Chiesa. Gesù e la Chiesa in Dizionario di Teologia Fondamentale diretto da Rino Fisichella - René Latourelle, Cittadella Editrice, 1990, pp. 151–162
- Chiesa. Via empirica in Dizionario di Teologia Fondamentale diretto da Rino Fisichella - René Latourelle, Cittadella Editrice, 1990, pp. 181–182
- Sensus fidei in Dizionario di Teologia Fondamentale diretto da Rino Fisichella - René Latourelle, Cittadella Editrice, 1990, pp. 1131–1134
- Escritura, Tradición y Magisterio en la Dei Verbum o hacia el principio católico de Tradición, 1991
- La Sinodalitat Eclesial, 1993
- Introduzione alla ecclesiologia, Piemme, 1994, pp. 133
- La Revelación de Dios, 1999
- La identidad de la TF. Desde el Vaticano II a la Fides et ratio, 1999
- Dei Verbum religiose audiens. La credibilità della rivelazione cristiana, 1999
- La teologia fondamentale. Rendere ragione della speranza (1 Pt 3,15), Queriniana 2002, 20145
- Ecclesiologia. La sacramentalità della comunità cristiana, Queriniana 2008
- Che cos'è la Chiesa. Breve sintesi, Queriniana 2009